# Yeruza
Julián Enrique Ramos Carbia (Bayamón, Puerto Rico, 8 de agosto de 1998-Levittown, Toa Baja, 19 de noviembre de 2020), conocido artísticamente como Yeruza, o simplemente Yeru, fue un rapero y compositor puertorriqueño de trap latino, drill latino y reguetón.

## Carrera musical
Empezó su carrera lanzando un remix de la canción «Gan-Ga» de Bryant Myers, lanzado bajo el sello discográfico Moneywayy, fundado por ambos hermanos.El 29 de marzo de 2020 lanzó «Negro» haciendo colaboración con Rvsell. El 25 de junio de 2020 lanzó «0-100» junto a Sahir, logrando un nivel de reconocimiento en Puerto Rico, el cuál fue tendencia en el género urbano.A colaborado con artistas como Eladio Carrión, Acertijo, Palerrmo, Yovngchimi, entre otros.
El 16 de julio de 2020 hizo un reto musical de la canción «Ele Uve», de Eladio Carrión, este fue «Ele Uve Challenge», junto a Y.MONEY, además fue presentado en el éxito del 2020 de Acertijo titulado «Tambor». Su último sencillo como solista fue publicado el 25 de septiembre de 2020, el cuál fue «Sigo Firme», con Palerrmo.Tras esto el artista fue asesinado, en Levittown, Toa Baja, en una cancha de baloncesto, tras recibir múltiples heridas de balas en diferentes partes del cuerpo.
En el 2021 lanzó su primer álbum póstumo titulado La Ruta del Dineroque contó con 16 sencillos, además de colaboraciones de Brray, Eladio Carrión, Dei V, Yovngchimi, Jonna Torres, Sahir, entre otros. El primer sencillo fue lanzado el 5 de junio, «Drip Life Freestyle», siguió lanzando sencillos hasta que con «Bloody» junto a Yovngchimi, logró  un éxito rotundo.
El 26 de agosto de 2022 lanzó la primera adaptación de «Bloody» con Yovngchimi, «Bloody II», ahora contando la colaboración de Hydro, y además también lanzó adaptaciones como la de «Capítulo II»,  junto a Hydro. El 6 de julio de 2023 lanzó su segunda adaptación de «Bloody», (y no de «Bloody II»), «Bloody (Remix)» ahora contando con la colaboración de Darell, Ankhal, Lito Kirino, entre otros, (y también Yovngchimi, como en la canción original).

## Muerte y legado
El 19 de noviembre de 2020, Yeruza fue asesinado en una cancha de baloncesto en Levittown, Toa Baja, tras recibir varios disparos escuchados alrededor de las 9:14 de la noche, además otro joven de 19 años resultó herido, aunque se desconoce su estado de salud.
Su muerte fue lamentada por artistas como Yovngchimi, Dei V, Eladio Carrión, entre otros.

## Discografía

### Álbumes de estudio
- 2021: La Ruta del Dinero
- 2023: CODA
- 2024: La Ruta del Dinero 2

### Sencillos
| Año  | Título | Álbum                |
| ---- | --- | -------------------- |
| 2019 | «Gan-Ga (Remix)» |                      |
| 2020 | «Negro» (con Rvsell) |                      |
| 2020 | «0-100» (con Sahir) |                      |
| 2020 | «Ele Uve Challenge» (con Y. MONEY)                                                                                       |                      |
| 2020 | «Sigo Firme» (con Palerrmo)                                                                                              |                      |
| 2021 | «RIP Yeruza» (con Dei V, Sahir, Rvsell, Espano, JonLee, Palerrmo, Jonna, Clue, Yovngchimi, Jota Rivers, Mathew, KAY KAY) |                      |
| 2021 | «Drip Life Freestyle» | La Ruta del Dinero   |
| 2021 | «La Cara del Drill» | La Ruta del Dinero   |
| 2021 | «Aquafina» (con Eladio Carrion y Brray)                                                                                  | La Ruta del Dinero   |
| 2021 | «Juego Vivo» (con Dei V)                                                                                                 | La Ruta del Dinero   |
| 2021 | «Stylist» (con Kevvo) | La Ruta del Dinero   |
| 2021 | «Click» | La Ruta del Dinero   |
| 2021 | «Perdóname Dios» (con Jonna Torres)                                                                                      | La Ruta del Dinero   |
| 2021 | «8898» | La Ruta del Dinero   |
| 2021 | «Pablo Emilio» | La Ruta del Dinero   |
| 2021 | «Mood» | La Ruta del Dinero   |
| 2021 | «Bloody» (con Yovngchimi)                                                                                                | La Ruta del Dinero   |
| 2021 | «Try me» | La Ruta del Dinero   |
| 2021 | «Normal» (con Sahir) | La Ruta del Dinero   |
| 2021 | «Capítulo 1» (con Hydro)                                                                                                 | CODA                 |
| 2021 | «Booty Call» (con Omar Courtz)                                                                                           | CODA                 |
| 2021 | «Gang» (con Dei V y Y.MONEY)                                                                                             | CODA                 |
| 2021 | «Capítulo II» (con Hydro)                                                                                                | CODA                 |
| 2022 | «Bloody II» (con Yovngchimi y Hydro)                                                                                     | CODA                 |
| 2023 | «East Side» (con Omar Courtz y Hydro)                                                                                    | CODA                 |
| 2023 | «Bloody (Remix)» (con Yovngchimi, Hades66, Lito Kirino, Darell, Ankhal y KAY KAY)                                        | CODA                 |
| 2023 | «Mood (Remix)» (con Brytiago y Dalex)                                                                                    | CODA                 |
| 2023 | «Easy» (con Eladio Carrión)                                                                                              | CODA                 |
| 2023 | «Estilo de vida» | CODA                 |
| 2023 | «De Luto» (con Eladio Carrión)                                                                                           | CODA                 |
| 2023 | «White Socks» (con Bryant Myers)                                                                                         | CODA                 |
| 2023 | «Check It» (con Dei V)                                                                                                   | CODA                 |
| 2023 | «Borracho» | CODA                 |
| 2023 | «La Última Canción» (con Mambo Kingz)                                                                                    | CODA                 |
| 2023 | «Capítulo I (Remix)» (con Ovi y Omy de Oro)                                                                              | CODA                 |
| 2023 | «Cyan Bruk Back» (con Squash)                                                                                            | CODA                 |
| 2023 | «Zona de Guerra» (con KAY KAY)                                                                                           | CODA                 |
| 2023 | «Drip Life Freestyle 2» (con Sahir)                                                                                      | CODA                 |
| 2023 | «Click» (con Blessd) | CODA                 |
| 2023 | «Mood Unplugged» (con Brytiago y Dalex)                                                                                  | CODA                 |
| 2023 | «110 MPH» (con Bobby Jack & Chinito)                                                                                     | CODA                 |
| 2023 | «LLY» | CODA                 |
| 2023 | «Pasame el Woo» (con Yovngchimi y Dei V)                                                                                 | CODA                 |
| 2023 | «Skit (Drip Life)» | CODA                 |
| 2023 | «Skit (Smoke Up)» | CODA                 |
| 2024 | «MIA» | La Ruta del Dinero 2 |
| 2025 | «Sandungueo» (con DJ Blass, Hydro y Mista Greenz)                                                                        | La Ruta del Dinero 2 |